# Красный Клин (Новгородская область)
Красный Клин — деревня в Холмском районе Новгородской области в составе Тогодского сельского поселения.

## География
Находится в южной части Новгородской области на расстоянии приблизительно 13 км на запад-северо-запад по прямой от районного центра города Холм.

## История
Деревня уже была обозначена на карте 1838 года. В 1877 году здесь (тогда деревня Княжий Клин Холмского уезда Псковской губернии) было учтено 26 дворов.

## Население
Численность населения: 198 человек (1877 год), 30 (русские 87 %) в 2002 году, 13 в 2010.